# Liste von Rebsorten/J
Legende, Erläuterungen und Quellen: Siehe Hauptartikel!
Hinweise zu Änderungen bzw. Ergänzungen siehe Diskussion.
| Rebsorte - wichtige Synonyme                                                                                                   | VIVC | Bild | Verw. | H.  | Spe.  | Abstammung                                                  | Zü.J. | ha 2016 | Anbauländer            |
| --- | ---- | ---- | ----- | --- | ----- | ----------------------------------------------------------- | ----- | ------- | ---------------------- |
| Jacquère - Jacquère |      |      | WWT   | FRA | V.Vi. |                                                             |       | 621     | Frankreich, Portugal   |
| Jacquez - Alabama, Black El Paso, Black July, Lenoir, Black Spanish                                                            |      |      | RWT   | USA | I. C. | Aestivalis × Vitis Vinifera Subsp. Vinifera Linne           |       | 1.443   | Brasilien, USA, Mexiko |
| Jaeger 70 - Munson |      |      | TT    | USA | I. C. | Jaeger 43 × Vitis Rupestris Scheele                         |       |         |                        |
| Jampal - Pinheira Branca |      |      | WWT   | PRT | V.Vi. |                                                             |       | 34      | Portugal               |
| Jaoumet - Pinheira Branca |      |      | TT    | FRA | V.Vi. |                                                             |       | 0       | Frankreich             |
| Joannès-Seyve 23-416 - J.S 23-416, Johannes-Seyve 23-416                                                                       |      |      | WWT   | FRA | I. C. | Bertille Seyve 4825 × Chancellor (Seibel 5163 × Seibel 880) |       | 1       | Frankreich             |
| Johanniter |      |      | WWT   | DEU | V.Vi. | Riesling Weiss × Freiburg 589- 54                           | 1968  | 111     | Deutschland, Schweiz   |
| Joubertin - Jaubertin, Pinot Joubertin                                                                                         |      |      | RWT   | FRA | V.Vi. | Persan N × Peloursin N                                      |       |         |                        |
| Jubiläumsrebe |      |      | WWT   | AUT | V.Vi. | Veltliner Frührot × Portugieser Blau                        | 1922  | 7       | Ungarn, Österreich     |
| Jubileum 75 - Jubilaeum 75, Jubilejni 75, K. 11, Kecskemet 11, Miklostelep 11                                                  |      |      | WWT   | HUN | V.Vi. | Koevidinka × Traminer                                       | 1951  | 91      | Ungarn                 |
| Juhfark - Bacso, Balatoni Szoeloe, Baranyfarku, Boros, Boros Feher, Boros Vekonyheju, Budai Goher, Coada Oii                   |      |      | WWT   | HUN | V.Vi. |                                                             |       | 195     | Ungarn                 |
| Juliana |      |      | WT    | ITA | V.Vi. | Italia × Madalena                                           |       |         | Brasilien              |
| Jurançon Blanc - Brachetto Bianco, Braquet, Braquet Blanc, Dame Blanc, Dame Blanche, Jurancon, Notre Dame, Plant de Dame Blanc |      |      | WWT   | FRA | V.Vi. | Folle Blanche × Prueras                                     |       | 2       | Frankreich             |
| Jurançon Noir |      |      | RWT   | FRA | V.Vi. | Folle Blanche × Cot                                         |       | 605     | Frankreich             |
| Juwel |      |      | WWT   | DEU | V.Vi. | Kerner × ?                                                  | 1951  | 15      | Deutschland            |